# Raumer (Adelsgeschlecht)

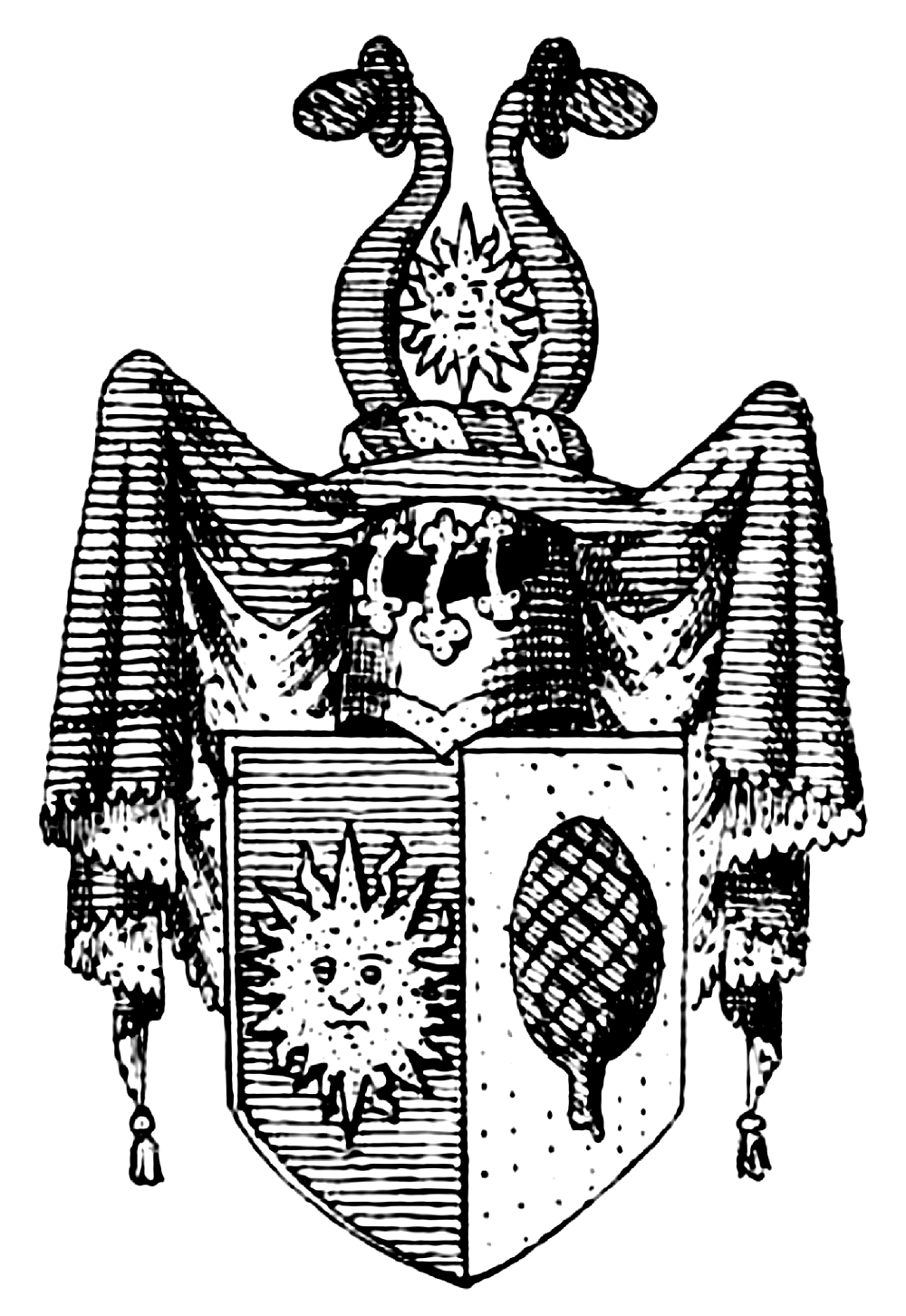
Stammwappen derer von Raumer

Erweitertes Wappen derer von Raumer 1693

Erweitertes Wappen derer von Raumer 1708

Raumer ist der Name eines ursprünglich aus der Oberpfalz stammenden Adelsgeschlechts.

## Geschichte
Der genealogisch bestätigte gemeinsame Ahnherr aller heutigen von Raumer, Johann Raumer, († 1590), der mit Ursula Peisser aus Eger († 1617) verheiratet war, ist als einer der ersten in Eschenbach in der Oberpfalz urkundlich nachweisbar. Er war im Landgericht von Auerbach in der Oberpfalz beschäftigt und als Kapitän der Landmilizen eingesetzt. Von ihm sind eine Tochter und zwei Söhne bekannt, wobei der erste Sohn, Peter, sich in Pressath niederließ. Peter hatte wiederum einen Sohn namens Ludwig, der im Rahmen der Gegenreformation zur Rückkehr vom evangelisch-lutherischen zum katholischen Glauben gezwungen worden war und sich daraufhin für ein Leben als Dominikaner-Mönch entschied. Der zweite Sohn Johann Raumers, Friedrich († 23. März 1666), verheiratet mit Anna Höller († 23. Februar 1658), blieb als Gerber in Eschenbach, wogegen deren einziger Sohn Georg Raumer auf Grund der Wirren des Dreißigjährigen Krieges und der damit einhergehenden Zwangskonvertierung im Jahre 1630 von Bayern nach Dessau zog und es dort zum Hofprediger und Superintendenten sowie zum Konsistorialrat brachte. Mit ihm geht die bis heute bestehende Linie weiter, von der zahlreiche Mitglieder immer wieder bedeutende Positionen vor allem in der Wissenschaft, Politik und im Militärdienst innehatten. Ab dem frühen 19. Jahrhundert zog mit dem Geologen Karl Georg von Raumer ein Zweig der Familie wieder nach Bayern zurück und ließ sich im Raum Erlangen nieder, wo die Familie bis in die heutige Zeit bekannt ist.
Friedrich Amadeus Gottlieb von Raumer, Sohn des genannten Hofpredigers, wurde von Kaiser Leopold I. am 18. Januar 1693 der Reichs- und erbländisch-österreichische Adel verliehen. Dies erfolgte ebenso wenige Jahre später am 15. September 1708 durch Kaiser Joseph I. bei Raumers Neffen und zugleich Adoptivsohn Johann Georg von Raumer, der im Alter von erst fünf Jahren Vollwaise geworden war und bei seinem ledigen und kinderlosen Onkel Aufnahme gefunden hatte.
Darüber hinaus wurden einzelne Mitglieder der Familie mit hohen Auszeichnungen geehrt, unter anderem in vier Fällen mit dem Orden Pour le Mérite sowie mit dem Verdienstorden der Bundesrepublik Deutschland in hohen Ausführungen, aber auch als Ehrenbürger von Erlangen oder als Namensgeber von Straßen in den Städten Dessau, Erlangen, Berlin, Dinkelsbühl, Essen, Köln, und Ragow (Mittenwalde) sowie einer Schule in Dinkelsbühl.
Ein Teil des Nachlasses der Familie von Raumer ist heute als „Raumer-Archiv“ Teil des Gerlach-Archivs an der Friedrich-Alexander-Universität Erlangen-Nürnberg.

## Wappen
Das Stammwappen zeigt in einem geteilten Wappenschild rechts eine goldene Sonne im blauen Feld, links eine grüne Zedernuss im goldenen Feld. Auf dem Helm mit blau-goldenen Decken die goldene Sonne zwischen zwei oben mit einer grünen Zedernuss besteckten blauen Büffelhörnern.
Das gemehrte Wappen von 1693 ist geviert und belegt mit rotem Herzschild, darin ein von drei (2:1) nach oben offenen silbernen Halbmonden begleiteter silberner Balken, die Felder 1 und 4 in Blau eine goldene Sonne, 2 und 3 in Gold die obere Hälfte einer natürlichen Zeder.
Das Wappen von 1708 mit dem Stammwappen als Herzschild ist geviert, 1 und 4 mit schwarzem Adler im goldenen Feld und 2 und 3 mit weißen liegenden Halbmonden und Balken im roten Feld.

## Persönlichkeiten – genealogisch geordnet
1. Georg Raumer (1610–1691), Hofprediger und Superintendent und Konsistorialrat, ⚭ in zweiter Ehe mit Dorothea Elisabeth von Bergen (1619–1702)
  1. Friedrich Amadeus Gottlieb von Raumer (1643–1728), anhaltischer Regierungsdirektor und fürstlicher Gesandter, Adelserneuerung 1693, ledig, adoptiert seinen Neffen und Frühwaisen Johann Georg von Raumer (1671–1747), an den der Adel vererbt wurde
  2. Theodor Christian Raumer (1644–1707), Theologe, und Rektor des Francisceum-Gymnasiums zu Zerbst ⚭ Rosine Sophia Hoffmann, Tochter des Pastors von St. Nicolai in Zerbst
  3. Ephraim Jonathan Raumer (* 24. März 1646 in Dessau, † 15. August 1676 ebenda), Theologe und Prediger in Dessau ⚭ Johanna Magdalena Milagius (1642–1676), Tochter des Diplomaten und Fürstl. Anhalt. Kanzler Martin Milagius
    1. Johann Georg von Raumer (1671–1747), anhaltischer Regierungspräsident, fürstlicher Gesandter und Präsident des Konsistoriums, 1708 Adelsbestätigung, als Frühwaise adoptiert von seinem Onkel Friedrich Gottlieb von Raumer ⚭ Albertine Charlotte von Reinhart (1697–1747), Tochter des Geheimrates und Kanzler zu Bernburg Johann Georg von Reinhart
      1. Leopold Gustav Dietrich von Raumer (* 20. März 1726 in Dessau, † 23. August 1788 ebenda), anhaltischer Regierungsdirektor ⚭ Anna Eleonore von Waldow (1724–1796), Tochter des Dompropstes Christoph Otto von Waldow auf Bernstein in der Neumark und Hofdame der Fürstinnen Anna Luise Föhse und Gisela Agnes von Rath zu Anhalt-Dessau
        1. Karl Georg von Raumer (Archivar) (1753–1833), Geheimer Staats- und Legationsrat, Direktor des Geheimen Staatsarchivs ⚭ Luise Lecke, Tochter des Iserlohner Bürgermeister Johann Caspar Lecke
          1. Georg Wilhelm von Raumer (1800–1856), Wirklicher Geheimer Oberregierungsrat, Direktor des Geheimen Staatsarchivs ⚭ Laura von Fehrentheil

        2. Georg Friedrich von Raumer (* 10. April 1755 in Dessau, † 15. August 1822 ebenda), Kammerdirektor und Domänenpächter ⚭ Charlotte Louisa Adelheid de Marées (1761–1811), Tochter von Johann Noe de Marées aus Raguhn
          1. Friedrich Ludwig Georg von Raumer (1781–1873), Historiker und Politiker, Ritter des Ordens Pour le Mérite ⚭ Louise von Görschen (1785–1867), Tochter des anhaltischen Amtsherrn und Oberforstmeisters Otto Heinrich von Görschen aus der auf Auligk ansässigen sächsischen Linie der Familie von Görschen
          2. Karl Ludwig Georg von Raumer (1783–1865), Geologe, Geograph und Pädagoge ⚭ Friederike Reichart (1790–1869), Tochter des Komponisten Johann Friedrich Reichardt
            1. Rudolf von Raumer (1815–1876), Sprachwissenschaftler und Germanist ⚭ Maria Schröder (1826–1893), Tochter des Fürther Fabrikanten Eduard Schröder
              1. Sigmund von Raumer (* 12. Mai 1860 in Erlangen, † 1939 in Erlangen), Gymnasialkonrektor, Oberstudienrat ⚭ Marie Emilie von Ammon (* 7. März 1867 in Pyrbaum), Tochter des kgl. Bayerischen Regierungsforstrates Karl von Ammon
                1. Kurt von Raumer (1900–1982), Historiker und Professor für Neuere Geschichte

            2. Hans von Raumer (1820–1851), Magistratsrat in Dinkelsbühl und Politiker, Mitglied der Frankfurter Nationalversammlung ⚭ Thekla von Brand († 1848)

          3. Franz Georg Wilhelm von Raumer (* 13. Juni 1788 in Görlitz, † 24. November 1865 in Bad Muskau), Herr auf Kaltwasser, preußischer Leutnant und Amtsrat ⚭ Charlotta Eleonore Erdmuth Henriette Nickisch von Rosenegk (1794–1865), Tochter von Ernst Heinrich Gottlieb Nickisch von Rosenegk
            1. Friedrich Wilhelm von Raumer (* 6. Februar in 1831 in Kaltwasser, † 1911), preußischer Major und Ehrenritter des Johanniterordens ⚭ Marie von Studnitz (1843–1928), Tochter des preußischen Majors Hans Nikolaus Bernhard Benjamin von Studnitz
              1. Hans Friedrich Wilhelm Ernst von Raumer (1870–1965), Industrieller und Reichswirtschaftsminister, Träger des Großen Bundesverdienstkreuzes mit Stern und Schulterband, Ehrenritter des Johanniterordens ⚭ Stephanie Gans Edle Herrin zu Putlitz (1882–1949), Tochter des Staatswissenschaftler Stefan Eduard Gustav Adolf Gans Edler Herr zu Putlitz, ein Sohn des Karlsruher Theaterdirektors Gustav Heinrich Gans Edler Herr zu Putlitz

        3. Karl Heinrich Friedrich von Raumer (1757–1831), preußischer Generalmajor ⚭ Albertine von Tschirschky (1768–1838), Tochter des preußischen Generalmajors Carl Wilhelm von Tschirschky
          1. Karl Otto von Raumer (1805–1859), preußischer Regierungspräsident und Kultusminister ⚭ Elise Wilhelmine Clementine von Brauchitsch (1820–1891), Tochter des preußischen Generals der Infanterie Eduard August von Brauchitsch
            1. Rudolf von Raumer (1843–1882), Landrat des Landkreises Lebus

        4. Eugen von Raumer (1758–1832), preußischer Generalleutnant, Festungskommandant von Neiße, Ritter des Ordens Pour le Mérite ⚭ Franziska Pino aus Como
        5. Agnes von Raumer (1761–1831) ⚭ Carl Friedrich Leopold von Gerlach, Oberbürgermeister von Berlin

      2. Karl Albrecht Friedrich von Raumer (1729–1806), preußischer Generalleutnant, Gouverneur von Danzig, Herr auf Gut Sorchow, Ritter des Ordens Pour le Mérite ⚭ Dorothea Tugendreich von Küssow (1752–1827), Hofdame der Fürstin Luise von Brandenburg-Schwedt